# Acacia painteri
Acacia painteri é uma espécie de leguminosa do gênero Acacia, pertencente à família Fabaceae.